# Euphorbia weberbaueri
Euphorbia weberbaueri är en törelväxtart som beskrevs av Rudolf Mansfeld. Euphorbia weberbaueri ingår i släktet törlar, och familjen törelväxter.
Artens utbredningsområde är Peru. Inga underarter finns listade i Catalogue of Life.

## Bildgalleri

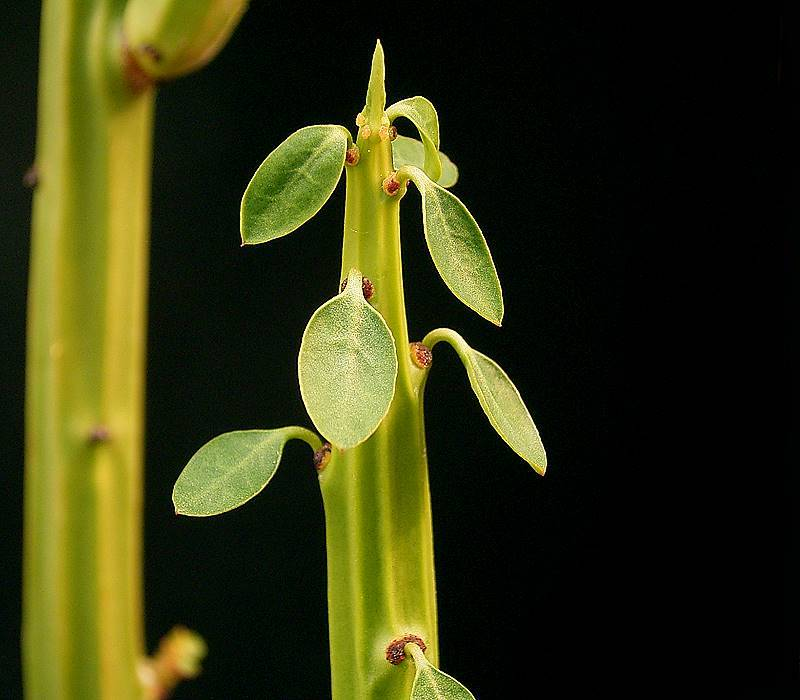